# Provodínské kameny
Provodínské kameny (německy Mikenhahner Steine) je geomorfologický podokrsek a souhrnný název pro skupinu sedmi neovulkanických vrcholů nalézajících se severně od obce Provodín v okrese Česká Lípa. Jednotlivé vrcholy vystupují výrazně nad okolní terén.

## Vrcholy Provodínských kamenů
Jednotlivé vrcholy tvořené čedičem a znělcem jsou od severozápadu:
- Kraví hora (378 m)
- Puchavec (340 m)
- Michlův vrch (387 m)
- Spící panna (419 m)
- Štrausův vrch (376 m)
- Dlouhý vrch (405 m)
- Pitrův vrch (333 m)

Nejvyšší z kopců, Spící panna (dříve Lysá skála), je zároveň chráněn jako přírodní památka Provodínské kameny. Kraví hora se do Provodínských kamenů počítá jen někdy, ačkoli geomorfologicky do ní patří jednoznačně.
Provodínské kameny jako geomorfologický podokrsek tvoří centrální část okrsku Provodínská pahorkatina (dle Jaromíra Demka VIA–1A–4), který je částí Dokeské pahorkatiny.

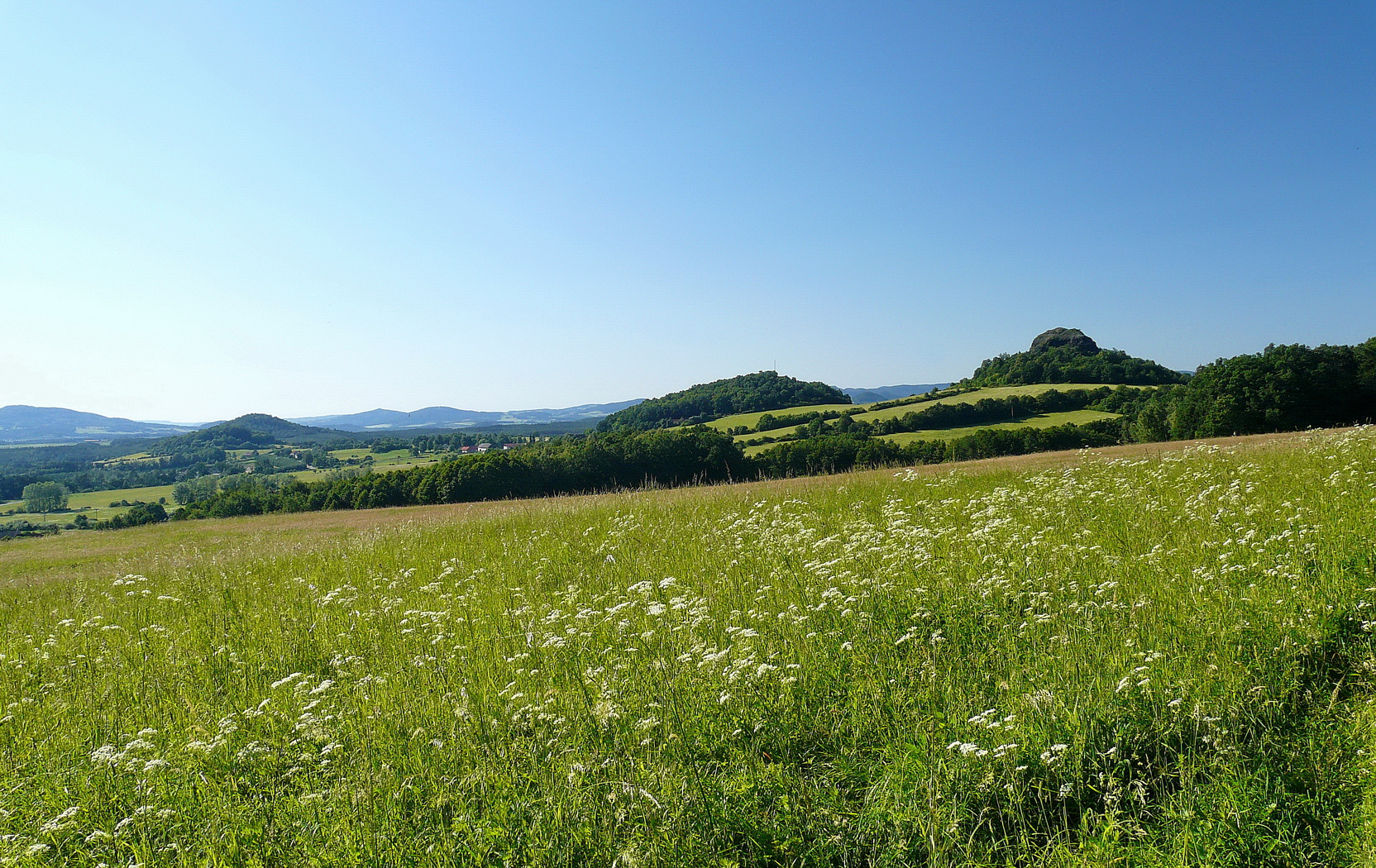
Provodínské kameny z úpatí Dlouhého vrchu

## Přístup
Výchozími body pro návštěvu Provodínských kamenů je obec Provodín a jeho místní část Srní u České Lípy. Automobilem i vlakem (Trať 080 Česká Lípa – Bakov n.J.) se dá dopravit do obou sídel. Provodín a Srní spojuje modrá turistická stezka (Česká Lípa – Staré Splavy), v Horním Provodíně na ní navazuje zelená stezka (směr Hradčany) s odbočkou na Spící pannu, u Srní na ní navazuje žlutá stezka (směr Zahrádky). Územím též vede cyklostezka č. 3045.

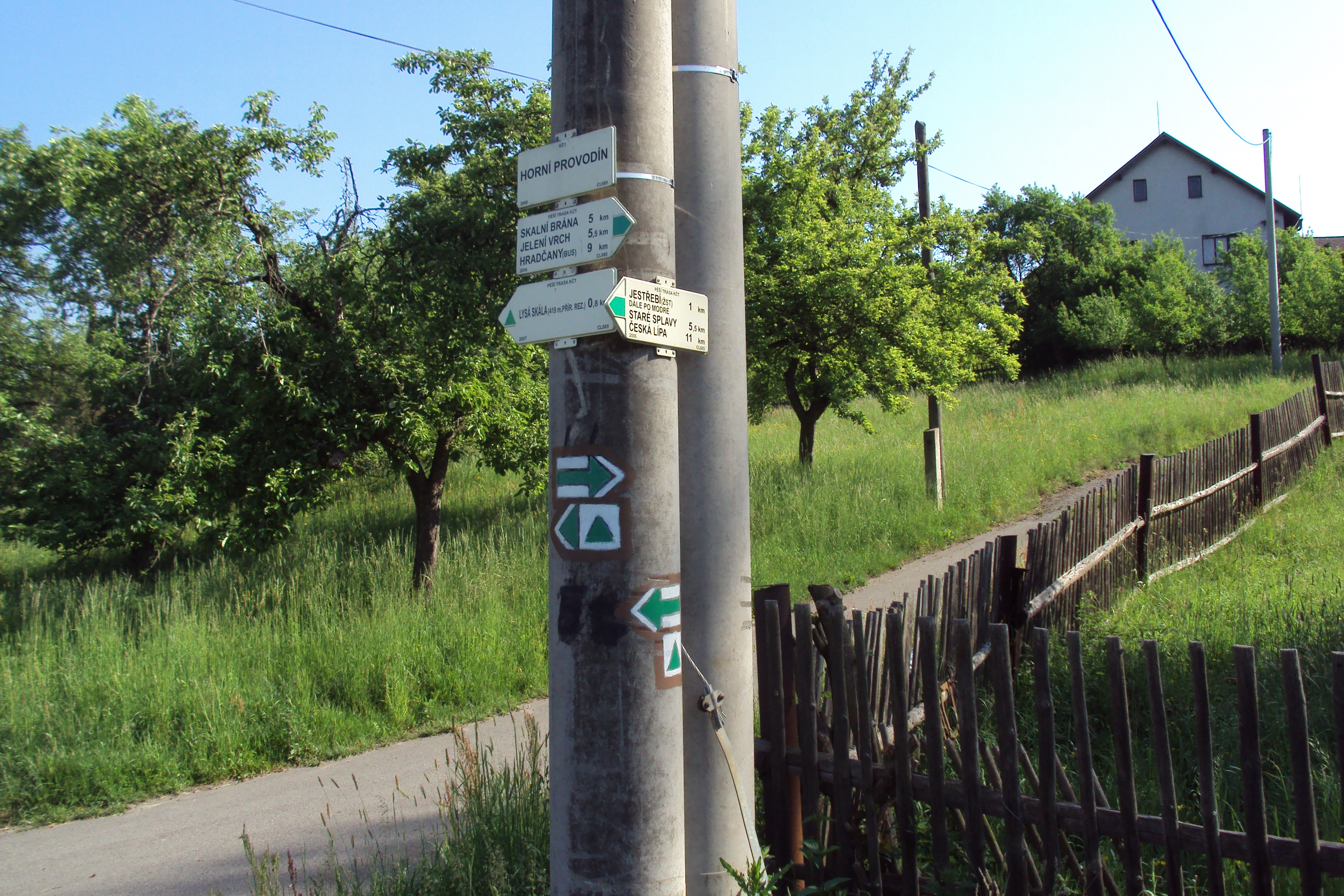
Rozcestník v Horním Provodíně s odbočkou k Spící panně